# Resolució 626 del Consell de Seguretat de les Nacions Unides
La Resolució 626 del Consell de Seguretat de les Nacions Unides, aprovada per unanimitat el 20 de desembre de 1988, després d'observar un acord entre Angola i Cuba quant a la retirada de les tropes cubanes d'Angola i considerant un informe del Secretari General, el Consell va aprovar l'informe i establir la Primera Missió de Verificació de les Nacions Unides a Angola (UNAVEM I) per un període de trenta-un mesos.
El Consell va decidir que la missió entrarà en força un cop l'Acord Tripartit entre Angola, Cuba i Sud-àfrica hagi estat signat, així com l'acord entre Angola i Cuba, demanant al secretari general que informi al Consell immediatament després de la signatura de l'acord.
El 22 de desembre de 1988 els acords bipartit i tripartit foren signats a la ciutat de Nova York, cos que va ajudar a aplanar el camí per a la independència de Namíbia i la retirada de 50.000 tropes cubanes d'Angola.